# Bescós de Garcipollera
Bescós de Garcipollera es una localidad española perteneciente al municipio de Jaca, en la Jacetania, provincia de Huesca, Aragón. Se enclava en el valle de la Garcipollera.

## Geografía
Se encuentra en la parte baja del valle del río Ijuez, en el valle de la Garcipollera, estando dividido en dos barrios, siendo el primero el que está articulado junto a la iglesia mientras que el segundo, de menor tamaño, se encuentra más cercano al rio Ijuez y a la carretera que se adentra en el valle.

## Etimología
Para Manuel Benito Moliner, del Instituto de Estudios Altoaragoneses, hay cuatro posibles etimologías o explicaciones del origen del topónimo: en primer lugar, podría tratarse de un antrotopónimo, es decir, de un topónimo derivado de un nombre o antropónimo, que sería en este caso el del poseedor de la finca o fundus, un tal Viscus en latín; la segunda posibilidad sería relacionarlo con la palabra bosque; la tercera, hacerlo derivar de osca, en el sentido de tierra puesta en cultivo lo que, por otra parte, podría encajar con la tardía puesta en cultivo de la Garcipollera sobre la que se asienta Bescós.

## Historia

### Edad Media
La población fue durante toda la Edad Media un enclave importante, al ser la capital del Vallis Cepollaria
Se estima que fue hacia los años 1040-1050 cuando el conjunto de la Garcipollera fue puesta en cultivo, a iniciativa del conde Sancho Galíndez.
En torno a los años 1080, la Garcipollera, y con ella Bescós, pasan a depender del monasterio de San Juan de la Peña, formando parte de un priorato único, aunque posteriormente en el 1188 la iglesia de la población fue donada por Alfonso II al monasterio de Santa Cruz de la Serós.
Hacia 1200, la mayor parte del patrimonio de dicho priorato pasa a poder del rey Pedro II de Aragón, quien fundó un cenobio femenino que poco después se trasladó al monasterio de Cambrón, en Sádaba, manteniendo la propiedad de varios de los lugares de la Garcipollera.

### Edad Moderna
A comienzos del siglo XVII, sin embargo, el señor de la Garcipollera es Juan Abarca y Gurrea, habiendo desaparecido así el señorío eclesiástico en la zona.

### Edad Contemporánea
Entre 1859 y 1863, en unos momentos de fuerte ampliación de la superficie cultivable en la provincia de Huesca por el fenómeno de la roturación de montes comunales tras la desamortización de Mendizábal se tiene constancia de la venta en subasta de diversos montes de Bescós, siendo este momento cuando la población absorbió los pueblos de Bergosa y Yosa de Garcipollera.
En 1933 pasó a formar parte del partido médico de Castiello de Jaca, lugar donde residía el médico que atendía a los vecinos de Bescós.
El pueblo está abandonado desde los años 1960, debido a que, tanto edificaciones como tierras de cultivo, fueron expropiadas con motivo de la construcción en el río Aragón del embalse de Yesa. Sus montes fueron entonces plantados con pináceas pretendiendo con ello retrasar la colmatación del vaso del embalse con los materiales arrastrados por la erosión de las lluvias. Dicha erosión se veía incrementada debido a las recientes roturaciones de tierras de la segunda mitad del siglo XIX.
Así, en 1961, mediante el Real Decreto 2543/61, de 7 de diciembre, publicado en el Boletín Oficial del Estado número 303, de 20 de diciembre, Bescós de Garcipollera deja de existir como término municipal, siendo absorbido por Jaca, a la cual pertenece actualmente. Desde ese momento, las ruinas de Bescós son propiedad del Estado, aunque posteriormente fueron transferidas al Gobierno de Aragón.
Modernamente se ha construido junto a las ruinas del antiguo pueblo una piscifactoría.

## Demografía
En el fogaje ordenado por Fernando II en el 1495 Bescós aparece citado con trece fuegos.

### Antiguo municipio
Datos demográficos del municipio de Bescós de Garcipollera desde 1842:
| 105           | 389 | 405 | 380 | 360 | 372 | 375 | 363 | 336 | 306 | 272 | 190 | 99 | -- |
| (Fuente: INE) |     |     |     |     |     |     |     |     |     |     |     |    |    |

| Gráfica de evolución demográfica de Bescós de Garcipollera entre 1842 y 1960 |
| |
| Población de derecho según los censos de población del INE Población de hecho según los censos de población del INEEntre el censo de 1857 y el anterior, crece el término del municipio porque incorpora a Bergosa y Yosa de Garcipollera Entre el censo de 1970 y el anterior, este municipio desaparece porque se integra en el municipio Jaca |

### Localidad
Datos demográficos de la localidad de Bescós de Garcipollera de 1900:
| 253                   | 237 | 208 | 192 | 163 | 118 | 68 | 17 | 9 | 7 | 4 | 5 | 5 |
| (Fuente: IAEST e INE) |     |     |     |     |     |    |    |   |   |   |   |   |

- Datos referidos a la población de derecho.

## Patrimonio

### Patrimonio arquitectónico

#### Iglesia de San Miguel
Iglesia de planta románica del siglo XII, aunque sufrió una importante reconstrucción en los siglos XVII o XVIII. Tuvo planta de cruz latina con una cabecera, posteriormente rehecha, orientada hacia el norte mientras que los brazos laterales, de los que queda el del lado este, son góticos, mientras que los arcos de acceso, que se encuentran en un lateral, están bajo arcos apuntados, al igual que la crucería interior que probablemente se realizaron con los restos del templo románico, contaba también con una torre que se derrumbó en el 2003.
Actualmente se encuentra en estado de ruina, debido al abandono del pueblo por lo que apenas se puede observar la cabecera del templo y el cementerio, que se encuentra en buen estado debido al cuidado de descendientes de los antiguos habitantes.

#### Ermita de San Bartolomé
Está ubicada en un pinar de repoblación en el otro lado del rio Ijuez, aunque solamente quedan ruinas. Se trata de un templo de nave única con planta rectangular y testero recto.

### Patrimonio natural
El valle de la Garcipollera, en su conjunto, está declarado como Reserva Nacional de Caza, dependiendo en estos aspectos del Ministerio de Agricultura. En 1962 se efectuó la repoblación de la Reserva con varios ejemplares de ciervo.

## Cultura
Antes de su abandono se celebraba una romería hacia la ermita de San Bartolomé el 24 de agosto, al igual que se realizaba otra romería a la ermita de la Virgen de Iguacel el segundo domingo de julio.